# Наван

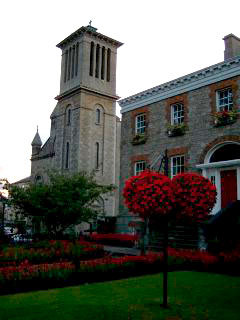

Наван (англ. Navan; ирл. An Uaimh (Ан-Уавь)) — малый город в Ирландии, административный центр графства Мит (провинция Ленстер), а также его крупнейший город.

## Экономика
Рядом с городом находится шахта Тара, крупнейшая в Европе шахта, где добывают цинк и свинец. Город традиционно был известен коврами и производством мебели, однако обе эти отрасли теперь в состоянии упадка, в результате перемещения производства в места с более дешёвой рабочей силой. Однако Ан-Уавь стал быстро расти, с началом «экономического роста в 1990-е годы» в связи с близостью к Дублину.

## Транспорт
В городе имеется два автобусных маршрута (N1 и N2) под управлением Bus Éireann. Основным связующим звеном между Наваном и Дублином является Navan Express (Наванский Экспресс) от той же компании, использующий аббревиатуру NX. Также имеется железнодорожная станция, на которой отсутствует пассажирское сообщение.

## Демография
Население — 24 851 человек (по переписи 2006 года). В 2002 году население было 19 417 человек. При этом, население внутри городской черты (legal area) было 3 710, население пригородов (environs) — 21 141.
Данные переписи 2006 года:
| Общие демографические показатели |               |                               |                               |       |       |
| Всё население                    | Всё население | Изменения населения 2002—2006 | Изменения населения 2002—2006 | 2006  | 2006  |
| 2002                             | 2006          | чел.                          | %                             | муж.  | жен.  |
| 19 417                           | 24 851        | 5434                          | 28,0                          | 12509 | 12342 |

В нижеприводимых таблицах сумма всех ответов (столбец «сумма»), как правило, меньше общего населения населённого пункта (столбец «2006»).
| Религия (Тема 2 — 5 : Число людей по религиям, 2006) |             |                |             |            |        |        |
| Католики, чел.                                       | Католики, % | Другая религия | Без религии | не указано | сумма  | 2006   |
| 21 503                                               | 86,5        | 2 031          | 905         | 412        | 24 851 | 24 851 |

| Этно-расовый состав (Этничность. Тема 2 — 3 : Постоянное население по этническому или культурному происхождению, 2006) |            |              |       |        |        |            |        |        |
| Белые ирландцы | Лухт-шулта | Другие белые | Негры | Азиаты | Другие | Не указано | сумма  | 2006   |
| 19 641 | 483        | 2 541        | 810   | 354    | 357    | 417        | 24 603 | 24 851 |
| Доля от всех отвечавших на вопрос, %                                                                                   |            |              |       |        |        |            |        |        |
| 79,8 | 2,0        | 10,3         | 3,3   | 1,4    | 1,5    | 1,7        | 100    | 99,01  |

1 — доля отвечавших на вопрос о языке от всего населения.
| Владение ирландским языком (Тема 3 — 1 : Число людей от 3 лет и старше по способности говорить по-ирландски, 2006) |        |            |        |        |
| Владеете ли Вы ирландским языком?                                                                                  |        |            |        |        |
| Да | Нет    | Не указано | сумма  | 2006   |
| 8 337 | 14 392 | 560        | 23 289 | 24 851 |
| Доля от всех отвечавших на вопрос о языке, %                                                                       |        |            |        |        |
| 35,8 | 61,8   | 2,4        | 100    | 93,71  |

1 — доля отвечавших на вопрос о языке от всего населения.
| Использование ирландского языка (Тема 3 — 2 : Irish speakers aged 3 or over by frequency of speaking Irish, 2006) |                                                            |                                               |                                               |                                               |                                               |                                               |       |                                     |        |
| Как часто и где Вы говорите по-ирландски?                                                                         |                                                            |                                               |                                               |                                               |                                               |                                               |       |                                     |        |
| ежедневно, только в образовательных учреждениях                                                                   | ежедневно, как в образовательных учреждениях, так и вне их | в других местах (вне образовательной системы) | в других местах (вне образовательной системы) | в других местах (вне образовательной системы) | в других местах (вне образовательной системы) | в других местах (вне образовательной системы) | сумма | всего, отвечавших на вопрос о языке | 2006   |
| ежедневно, только в образовательных учреждениях                                                                   | ежедневно, как в образовательных учреждениях, так и вне их | ежедневно                                     | каждую неделю                                 | реже                                          | никогда                                       | не указано                                    | сумма | всего, отвечавших на вопрос о языке | 2006   |
| 2 576 | 159                                                        | 197                                           | 384                                           | 2 663                                         | 2 223                                         | 135                                           | 8 337 | 23 289                              | 24 851 |
| Доля от всех отвечавших на вопрос о языке, %                                                                      |                                                            |                                               |                                               |                                               |                                               |                                               |       |                                     |        |
| 11,1 | 0,7                                                        | 0,8                                           | 1,6                                           | 11,4                                          | 9,5                                           | 0,6                                           | 35,8  | 100                                 |        |

| Типы частных жилищ (Тема 6 — 1(a) : Число частных домовладений по типу размещения, 2006) |          |         |                 |            |       |        |
| Отдельный дом                                                                            | Квартира | Комната | Переносные дома | не указано | сумма | 2006   |
| 7 673                                                                                    | 651      | 26      | 27              | 170        | 8 547 | 24 851 |